# Paraje de Apantenco
Paraje de Apantenco är en ort i Mexiko.   Den ligger i kommunen Tlalpan och delstaten Distrito Federal, i den sydöstra delen av landet, 27 km söder om huvudstaden Mexico City. Paraje de Apantenco ligger 2 747 meter över havet och antalet invånare är 163.
Terrängen runt Paraje de Apantenco är lite bergig. Runt Paraje de Apantenco är det mycket tätbefolkat, med 2 431 invånare per kvadratkilometer. Närmaste större samhälle är Coyoacán, 18,2 km norr om Paraje de Apantenco. I omgivningarna runt Paraje de Apantenco växer huvudsakligen savannskog.